# Дирдинська сільська рада
Ди́рдинська сільська́ ра́да — адміністративно-територіальна одиниця та орган місцевого самоврядування в Городищенському районі Черкаської області. Адміністративний центр — село Дирдин.

## Загальні відомості
- Населення ради: 1 440 осіб (станом на 2001 рік)

## Населені пункти
Сільській раді були підпорядковані населені пункти:
- с. Дирдин

## Склад ради
Рада складалася з 16 депутатів та голови.
- Голова ради: Гаврилюк Марина Володимирівна

### Керівний склад попередніх скликань
| Прізвище, ім'я, по батькові   | Основні відомості                                                             | Дата обрання | Дата звільнення |
| ----------------------------- | ----------------------------------------------------------------------------- | ------------ | --------------- |
| Степанець Людмила Іванівна    | Сільський голова, 1962 року народження, член Народної партії                  | 26.03.2006   | 31.10.2010      |
| Степанець Людмила Іванівна    | Сільський голова, 1961 року народження, освіта вища, член Партії регіонів     | 31.10.2010   | 04.03.2014      |
| Гаврилюк Марина Володимирівна | Сільський голова, 1970 року народження, освіта незакінчена вища, позапартійна | 26.10.2014   |                 |

Примітка: таблиця складена за даними сайту Верховної Ради України

### Депутати
За результатами місцевих виборів 2010 року депутатами ради стали:

#### За суб'єктами висування
| Суб'єкт висування                                       | Кількість обраних депутатів | %    |
| ------------------------------------------------------- | --------------------------- | ---- |
| Партія регіонів                                         | 7                           | 43,8 |
| Самовисування                                           | 5                           | 31,3 |
| Політична партія Всеукраїнське об'єднання «Батьківщина» | 2                           | 12,5 |
| Партія Християнсько-Демократичний Союз                  | 1                           | 6,3  |
| Політична партія «Нова політика»                        | 1                           | 6,3  |

#### За округами
| № округу                                                | Прізвище, ім'я, по батькові      | Дата визнання обраним | Освіта  | Партійна приналежність                        | Відомості про обраного депутата                         |
| ------------------------------------------------------- | -------------------------------- | --------------------- | ------- | --------------------------------------------- | ------------------------------------------------------- |
| Партія регіонів                                         |                                  |                       |         |                                               |                                                         |
| 2                                                       | Шлончак Оксана Борисівна         | 05.11.2010            | середня | позапартійна                                  | ДНЗ"Ластівка", помічник вихователя                      |
| 4                                                       | Думич Валентина Василівна        | 05.11.2010            | вища    | позапартійна                                  | Дирдинський НВК, вчитель                                |
| 5                                                       | Свідельська Тетяна Олександрівна | 05.11.2010            | вища    | позапартійна                                  | Дирдинська сільська рада, секретар                      |
| 7                                                       | Думич Марина Павлівна            | 05.11.2010            | вища    | позапартійна                                  | ДНЗ"Ластівка", завідувачка                              |
| 8                                                       | Маринич Марина Іванівна          | 05.11.2010            | вища    | позапартійна                                  | тимчасово не працює                                     |
| 9                                                       | Катеруша Тетяна Петрівна         | 05.11.2010            | вища    | позапартійна                                  | тимчасово не працює                                     |
| 15                                                      | Шамовнєв Валерій Євгенійович     | 05.11.2010            | вища    | позапартійний                                 | ПТУ-14, майстер                                         |
| Партія Християнсько-Демократичний Союз                  |                                  |                       |         |                                               |                                                         |
| 6                                                       | Савич Людмила Анатоліївна        | 05.11.2010            | вища    | позапартійна                                  | Дирдинський фельдшерсько-акушерський пункт, завідувачка |
| Політична партія Всеукраїнське об'єднання «Батьківщина» |                                  |                       |         |                                               |                                                         |
| 12                                                      | Груй Наталія Йосипівна           | 05.11.2010            | середня | член Всеукраїнського об'єднання «Батьківщина» | тимчасово не працює                                     |
| 16                                                      | Юзефович Ольга Іванівна          | 05.11.2010            | вища    | член Всеукраїнського об'єднання «Батьківщина» | Дирдинське відділення зв'язку, листоноша                |
| Політична партія «Нова політика»                        |                                  |                       |         |                                               |                                                         |
| 14                                                      | Степанець Віктор Анатолійович    | 05.11.2010            | вища    | позапартійний                                 | Городищенське РТМО, фельдшер                            |
| Самовисування                                           |                                  |                       |         |                                               |                                                         |
| 1                                                       | Головко Максим Анатолійович      | 05.11.2010            | вища    | позапартійний                                 | приватний підприємець                                   |
| 3                                                       | Канівець Ліна Олександрівна      | 05.11.2010            | вища    | позапартійна                                  | ДНЗ"Ластівка", кухар                                    |
| 10                                                      | Барабаш Світлана Іванівна        | 05.11.2010            | вища    | позапартійна                                  | пенсіонер                                               |
| 11                                                      | Богомолова Валентина Іванівна    | 05.11.2010            | вища    | член Всеукраїнського об'єднання «Батьківщина» | тимчасово не працює                                     |
| 13                                                      | Дудник Ольга Миколаївна          | 26.01.2015            | вища    | позапартійна                                  | Дирдинська ЗОШ, вчитель початкових класів               |